# マイル・ハイ・スタジアム
マイル・ハイ・スタジアム（Mile High Stadium）は、アメリカのコロラド州デンバーにかつて存在したスタジアム。主にここを本拠地として使用していたのはデンバー・ブロンコス (NFL)、コロラド・ロッキーズ (MLB)、コロラド・ラピッズ (MLS)など。

## 概要
1948年にマイナーリーグ・アメリカン・アソシエーションに所属するAAA級のデンバー・ベアーズの本拠地球場として建設された。17,000人収容の小さな球場だった。
1950年代後半、アメリカンリーグ、ナショナルリーグに次ぐ大リーグ「第3のリーグ」として、ドジャースオーナーのブランチ・リッキーが「コンチネンタル・リーグ」の創設を提唱すると、ベアーズオーナーのボブ・ホーサムはその計画に賛同。大リーグ球団の本拠地にふさわしい球場にすべく、50万ドルをかけて拡張を行った。
しかし大リーグ機構は新リーグ構想を認めず、球団数を増やすことでこれに対応した。デンバーには将来の新球団設立が確約されたとはいえ、結局そのときはチーム創設はならなかった。結果としてホーサムは無駄に球場を拡張したことになり、大きな負債を抱えた。
解決策を模索したホーサムはアメフトに目をつけ、1960年のAFL（現在のNFL・AFC）設立に参加し、ブロンコスを自らの球場に招き入れた。しかしチームの成績は芳しくなく、負債も一向に減らないので、ホーサムはAFLから撤退し、球場も地元自治体に売却した。
その後ブロンコスの成績が上向いてきたためチケット販売も増加。球場はどんどん拡張され、収容人数が70,000人を超えるようになった。その間、マイナーリーグの試合も行われていたが、1992年限りでこの球場の使用を終えた。
1993年、ついにデンバーに大リーグ球団が創設された。4月9日にこの球場で行われたロッキーズの初戦には80,227人もの大観衆が詰めかけ、大リーグ記録を更新した。2年間で7,701,861人（1試合平均57,050人）を動員したのち、ロッキーズはクアーズ・フィールドへ移った。
その後MLSが設立され、コロラド・ラピッズがここを本拠地にした。しかしスタジアムの老朽化が進んでいたため、新スタジアムの建設が決定。2001年、隣にインベスコ・フィールド・アット・マイル・ハイが完成すると、ブロンコス、ラピッズ共に移転した。
現在、マイル・ハイ・スタジアムは取り壊され、駐車場になっている。